# Ricky van Wolfswinkel
Ricky van Wolfswinkel (Woudenberg, 1989. január 27. –) holland labdarúgó, a svájci Basel csapatának a játékosa.

## Pályafutása
Van Wolfswinkel az SBV Vitesse csapatában kezdte a karrierjét. Az A-junioroknál gólkirály lett, amiért a KNVB-től díjat is kapott. A díjat Wesley Sneijder adta át neki 2007-ben. 2008. április 5-én debütált a Vitesse első csapatában, a Sparta Rotterdam ellen. Harmadik élvonalbeli mérkőzésén, a Sparta Rotterdam ellen, meglőtte élete első gólját a holland első osztályban. 2009. május 29-én hároméves szerződést írt alá az FC Utrecht csapatához. Ott eltöltött két év után portugáliába igazolt a Sporting CP csapatába. A 2011/12-es szezonban 25 gólt szerzett. 2013. március 23-án aláírt az angol Norwich City csapatába. Jól indult a karrierje Angliában, hiszen már első tét mérkőzésén betalált fejjel az Everton FC ellen a Premier Leagueben. De ez után mély repülés következett és sérülések is hátráltatták. Mindössze egy gólt szerzett az idényben huszonhét tétmérkőzésen. Így 2014 nyarán kölcsönbe a francia Saint-Étienne csapatához került.